# بهاءالدین اربلی
بهاءالدین علی اربلی (۱۲۱۳م - ۱۲۹۲م) ادیب، شاعر و نویسنده عراقی در سدهٔ هفتم هجری بود. او با نسب‌های «شیبانی» و «هکّاری» نیز شناخته می‌شود. سبک او ترسّل بودهاست و در برخی اشعارش، مدح «اهل بیت» دیده می‌شود، همچنین رثا، غزل و خمریات نیز سروده است. از آثار اوست «رسالة الطَیف»، «کشف الغُمّة فی معرفة الأئمة»، «التذکرة الفخریة»، «نُزهة الأخبار فی ابتداء الدنیا و قدر القویّ الجبّار»، «مقامات»، «رسائل»، «جلوة العشاق و خلوة المشتاق».
گفته شده که بهاءالدین اربلی،‌ در سال ۶۵۷ هجری به عنوان منشی عطاملک جوینی حاکم عراق منسوب شده است.